# Dysoxylum stellato-puberulum
Dysoxylum stellato-puberulum är en tvåhjärtbladig växtart som beskrevs av C. Dc.. Dysoxylum stellato-puberulum ingår i släktet Dysoxylum och familjen Meliaceae. Inga underarter finns listade i Catalogue of Life.